# 洛斯哲塔斯

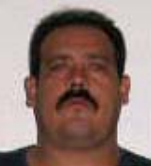
Los Zetas的高级成员奥马尔·洛门德斯·皮塔卢亚

洛斯哲塔斯（西班牙語：Los Zetas，西班牙語發音：[los ˈsetas]，西班牙語意為「Z」的复数）是墨西哥一個勢力龐大的暴力犯罪集團，同時美國聯邦政府將其認定是「墨西哥所有運作的販毒集團中最為先進、嚴謹且危險的組織」。洛斯哲塔斯最早起源可以追溯到1999年時，以阿图罗·古斯曼·德塞纳為首的30名墨西哥陸軍空降特種部隊士兵在被冷落後選擇投靠當時有著強大勢力的海灣販毒集團，並且在埃里韦托·拉斯卡诺·拉斯卡诺指揮下而成為海灣販毒集團的暴力武裝派系之一。之後洛斯哲塔斯除了陸陸續續招募邀請腐敗的聯邦政府官員、各地行政單位以及地方警察加入自己行列外，甚至還開始招募了瓜地馬拉的特種部隊凯比尔之成員。
洛斯哲塔斯最早僅僅是作為海灣販毒集團的雇傭兵部隊存在，不過隨著海灣販毒集團領導人遭到逮捕之後洛斯哲塔斯也開始涉足到販賣毒品的生意上，並且因此獲得豐厚的資金以及更為緊密的團隊關係。而自2010年2月時，擁有前軍人背景的洛斯哲塔斯開始脫離他們前雇主的控制，並且另外組建了自己的犯罪架構。但這也導致海灣販毒集團與洛斯哲塔斯之間有所嫌隙，並且陸陸續續在新雷昂州以及塔毛利帕斯州爆發武裝衝突。
洛斯哲塔斯極為重視其武器裝備，而且和其他傳統犯罪組織不同的是其非法毒品交易的所得並沒有達到總收入的一半，相反地其主要的資金來源反而是藉由參加販毒集團之間的暴力衝突或者是代理販毒集團針對平民的暴力行動取得，另外他們也會從事如收取保護費、暗殺、勒索和綁票等集體犯罪行為。其殘酷的戰術作法包括有斬首、拷打和大規模屠殺，同時相較於賄賂政府機構反而更喜歡直接以暴力手段達成目標。洛斯哲塔斯也是墨西哥地域分布範圍最廣的毒品犯罪集團，並且遠遠超越其競爭對手錫那羅亞販毒集團。洛斯哲塔斯的組織總部設在塔毛利帕斯州新拉雷多，並且勢力範圍擴及直接越過邊境而到德克薩斯州拉雷多。

## 外部連結
- （英文） Cartel Wars （页面存档备份，存于）
- （英文） Zetas Top Leader Captured; Mexico's Underworld Prepares for Another Upheaval （页面存档备份，存于）
- （英文） The Evolution of 'Los Zetas,' a Mexican Crime Organization
- （英文） Zetas Burn Media’s Script in War on Drugs （页面存档备份，存于）
- （英文） Equine Crime （页面存档备份，存于）
- （英文） Ex-troops aiding drug traffickers （页面存档备份，存于）